# Ryszard Kuzyszyn
Ryszard Stanisław Kuzyszyn (ur. 10 lipca 1927 w Sanoku, zm. w styczniu 2004 w Białymstoku) – polski scenograf.

## Życiorys
Jego ojciec był działaczem związanym z PPS, który służył również w Legionach Piłsudskiego.
Ryszard Kuzyszyn w czasie II wojny światowej w okresie okupacji niemieckiej do 1944 uczęszczał do szkoły handlowej Polnische Öffentliche Handelsschule (obecnie Zespół Szkół nr 1 im. Karola Adamieckiego w Sanoku), zaś następnie uczył się w klasie o profilu matematyczno-fizycznym Gimnazjum im. Królowej Zofii w Sanoku, gdzie zdał maturę w 1948. Od wczesnych lat szkolnych jego pasją był teatr. Razem ze szkolnymi kolegami tworzyli przedstawienia, „w których parodiowali nauczycieli”.
Ukończył studia scenograficzne na wydziale filmowym w Państwowej Wyższej Szkole Sztuk Plastycznych w Łodzi. W 1955 obronił dyplom u prof. Andrzeja Stopki na Wydziale Scenografii w krakowskiej Akademii Sztuk Pięknych.
Autor scenografii do ponad dwustu sztuk teatralnych. Pracował w Białostockim Teatrze Lalek, a także współpracował z innymi polskimi teatrami. Był jedynym plastykiem, który stworzył scenografię do całej klasyki polskiej, w tym do Kordiana, Dziadów i Nie-Boskiej Komedii.
Do końca życia mieszkał i pracował w Białymstoku. Zmarł w styczniu 2004. Został pochowany na Cmentarzu Miejskim w Białymstoku.
Jego synem jest Konrad Kuzyszyn.